# Берег Луитпольда
Берег Луитпольда (англ. Luitpold Coast, нем. Prinzregent-Luitpold-Land) — часть побережья Земли Котса в Западной Антарктиде, простирающаяся от ледника Хейса до шельфового ледника Фильхнера.
Берег был открыт в 1912 году германской антарктической экспедицией Вильгельма Фильхнера и назван в честь принца-регента Баварии Луитпольда (1821—1912).